# Boladé Apithy
Boladé Apithy, född 21 augusti 1985 i Dijon, är en fransk fäktare som tävlar i sabel. 

## Karriär
Apithy tävlade för Frankrike vid olympiska sommarspelen 2012 i London, där han blev utslagen i sextondelsfinalen i sabel av belarusiska Aliaksandr Buikevitj.
I juli 2021 vid OS i Tokyo blev Apithy utslagen i sextondelsfinalen i sabel av iranska Mohammad Rahbari. I juni 2022 vid EM i Antalya tog han brons i sabel.

## Privatliv
Boladé Apithys bror, Yémi, är också en fäktare som tävlar för Benin. I oktober 2021 gifte sig Apithy med fäktaren Manon Brunet.